# بيادر العدس
بيادر العدس هي إحدى القرى اللبنانية من قرى قضاء راشيا في محافظة البقاع.
وهي تابعة عقاريا لبلدة ضهر الأحمر في قضاء راشيا.